# Danayéré
Danayéré est une  commune rurale de la préfecture de Ouham-Pendé, en République centrafricaine. Elle s’étend à l’ouest de la ville de Bozoum. 

## Géographie
La commune de Danayéré est située au centre de la préfecture de l’Ouham-Pendé. La plupart des villages sont localisés sur l’axe Bozoum – Kayanga 1.
| Bocaranga   | Kouazo      |        |
| Birvan-Bolé | Danayéré    | Bozoum |
|             | Birvan-Bolé | Binon  |

## Villages
Les villages principaux sont : Kayanga 1, Bara et Kounounga.
Située en zone rurale, la commune compte 21 villages recensés en 2003 : Bara, Bokopele 1, Bokopele 2, Bokpayan, Bolong, Boyanga 1, Hai 1, Hai 2, Kayanga 1, Konounga, Ndonga, Pazom, Pinongo, Poundaye, Samgbaye 1, Samgbaye 2, Samgbaye 3, Songo, Tahala, Wara, Zala.

## Éducation
La commune compte une école publique à Samgbaye.

## Santé
La commune située dans la région sanitaire n°3 dispose de deux postes de santé à Ndonga et à Bokpayan.